# Guillermo Álvarez Iriarte
Guillermo Álvarez Iriarte (Montevideo, 20 de abril de 1939 - 23 de agosto de 2004) fue un político uruguayo perteneciente al Partido Socialista del Uruguay.

## Biografía
A los 20 años ingresa como empleado al Banco de la República Oriental del Uruguay. Participó activamente en la vida gremial de la institución.

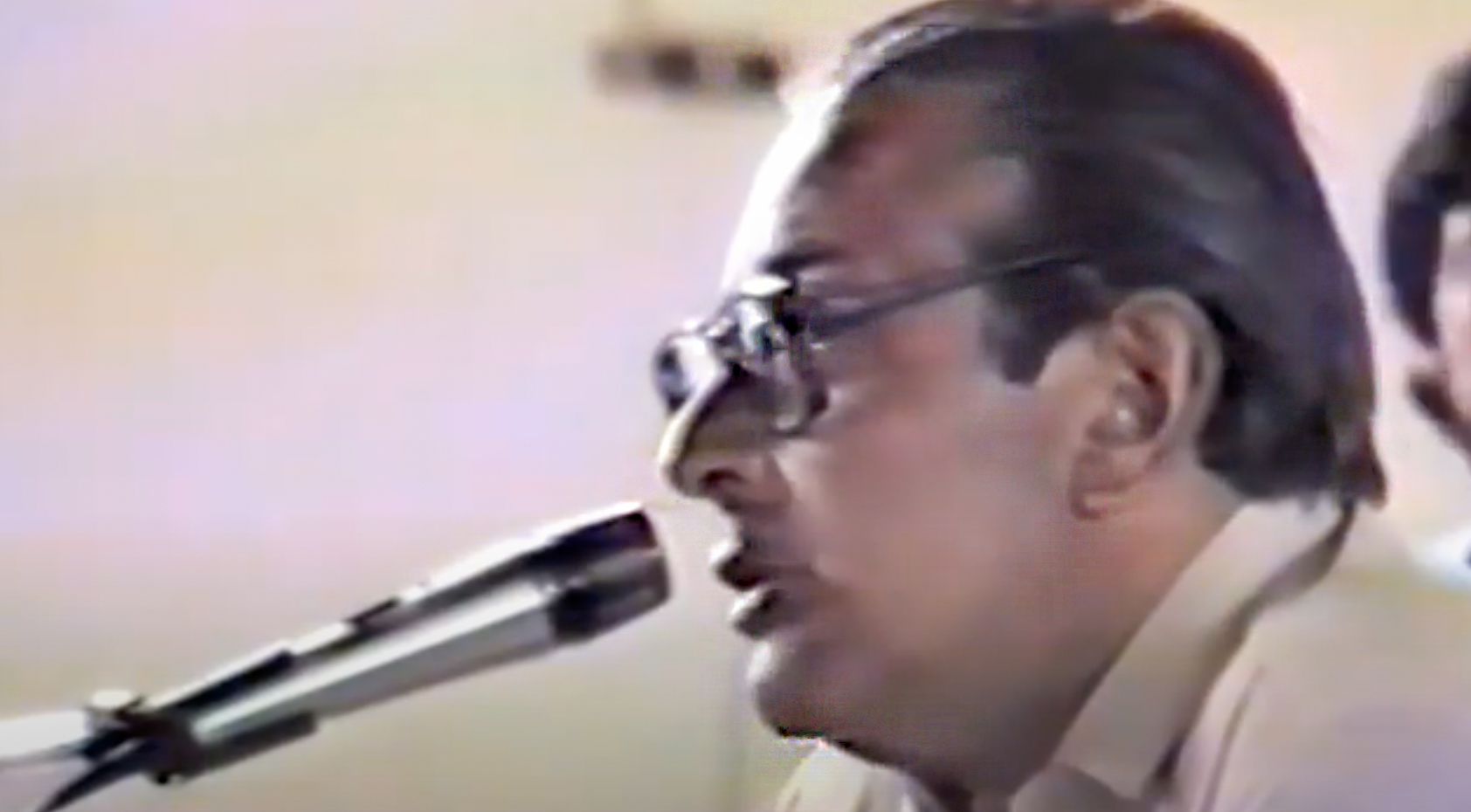
Guillermo Álvarez, Diputado uruguayo. 1986

Militante socialista de toda la vida. Luchó contra la dictadura militar de 1973-1984. En 1983 fue corredactor de la proclama leída por el PIT-CNT en el acto del Primero de Mayo.
Fue elegido diputado en 1984, reelecto en 1989, 1994 y 1999. Presidió la Cámara de Diputados en 2002, siendo el primer socialista de la historia del Uruguay en hacerlo.